# Over Norton
 (octobre 2023).
Over Norton est une paroisse civile et un village de l'Oxfordshire, en Angleterre.